# Čáp (Adršpašsko-teplické skály)
Čáp (někdy též Čapí vrch) je s nadmořskou výškou 786 m n. m. nejvyšší vrchol Adršpašsko-teplických skal v Chráněné krajinné oblasti Broumovsko a navazuje na jejich část, zvanou Supí skály. Vedle úbočí Boru na česko-polské hranici je také nejvyšším vrcholem Polické vrchoviny, a zároveň nejvyšší horou z křídového pískovce v Česku. Kopec se nachází na jižním okraji Teplického skalního města a je dostupný po zelené turistické značce z osady Skály. I na samotném vrchu se nacházejí zajímavé pískovcové skalní útvary.
Podle domněnek historiků jsou na Čápu zbytky skalního hradu, podobně jako nedaleké zříceniny hradů Skály a Střmen, ale není to s určitostí prokázáno.
Na vrcholu Čápu byla 20. září 2014 otevřena nová rozhledna na místě zaniklé triangulační věže používané též jako rozhledna, jež na tomto místě byla postavena za první republiky. Rozhledna je tvořena středovým ocelovým sloupem s točitým ocelovým schodištěm, osm dřevěných hlavních sloupů je na čtyřech patkách. Celkově má rozhledna dvě nadzemní podlaží, příčle i táhla jsou z hraněného řeziva. Krov rozhledny je z dřevěných hranolů. Povrch střechy je plechový. Na vyhlídkovou plošinu je přístup přes točité schodiště. Z druhého patra je dobrý rozhled na celé Adršpašsko-Teplické skály; za dobré viditelnosti je možné vidět Stolové hory, Krkonoše i Orlické hory. Rozhledna je celoročně volně přístupná.